# Françoise Barré-Sinoussi
Françoise Barré-Sinoussi (Francês: [fʁɑ̃swaz baʁesinusi] (ouça); (Paris, 30 de julho de 1947) é uma virologista francesa e diretora de Regulamentação da Divisão de Infecções Retrovirais (Francês: Unité de Régulation des Infections Rétrovirales) e professora do Instituto Pasteur em Paris, França. Nascida em Paris, França, Barré-Sinoussi realizou alguns dos trabalhos fundamentais na identificação do vírus de imunodeficiência humana (HIV) como a causa da AIDS. Em 2008, Barré-Sinoussi foi laureada com o Prêmio Nobel em Fisiologia e Medicina, em conjunto com seu mentor, Luc Montagnier, pela descoberta do HIV. Ela se aposentou das atividades de pesquisa em 31 de Agosto de 2015, e se aposentou por completo ao longo de 2017.

## Infância
Barré-Sinoussi se interessou por ciência desde muito jovem. Durante suas férias quando criança, ela permanecia horas analisando insetos e animais, comparando seus comportamentos e tentando entender por que alguns correm mais rápido do que outros por exemplo. Logo depois, Barré-Sinoussi compreendeu que ela era muito talentosa no campo das ciências em comparação com seus cursos de humanidades. Ela demonstrou para seus pais ter grande interesse em cursar a universidade para estudar ciências e se tornar uma pesquisadora. Barré-Sinoussi admitiu que ela estava mais interessada em se tornar uma médica mas, naquela época, ela tinha uma falsa impressão de que estudar medicina era mais caro e levava mais tempo do que uma carreira em ciências. Depois de dois anos estudando na universidade, Barré-Sinuossi tentou encontrar um trabalho em tempo parcial em um laboratório para garantir que ela havia feito a escolha certa em sua carreira. Depois de um ano procurando por um trabalho em laboratório, ela foi finalmente aceita pelo Pasteur Institute. Seu trabalho em tempo parcial no Instituto Pasteur rapidamente se tornou um trabalho em tempo integral. Ela começou a frequentar a universidade apenas para fazer as provas e ela tinha que confiar nas anotações de seus amigos porque ela não frequentava as aulas regularmente. No entanto, Barré-Sinoussi começou a obter notas mais altas em seus exames do que anteriormente porque ela tinha finalmente a motivação para estudar, após descobrir que a carreira em ciências era o que ela realmente gostaria de seguir.

## Carreira Acadêmica
Barré-Sinoussi se juntou ao Instituto Pasteur em Paris no início dos anos 1970. Ela recebeu seu título de PhD em 1975 e ficou como interna no U.S. National Institutes of Health antes de retornar ao Instituto Pasteur. A pesquisa de Barré-Sinoussi rapidamente se voltou para um grupo particular de vírus, o retrovírus. 
Durante a epidemia de AIDS nos anos 1980, cientistas estavam chocados porque eles não sabiam o que estava causando o surto. Seu conhecimento nesse campo levou ao descobrimento do HIV em 1983 como sendo a origem da doença. Essa descoberta revelou uma necessidade urgente de se ter testes para diagnóstico que ajudassem a controlar a disseminação da doença. Barré-Sinoussi iniciou o seu próprio laboratório no Instituto Pasteur em 1988. Entre as muitas recentes contribuições de pesquisa de Barré-Sinoussi encontram-se estudos de vários aspectos da adaptive immune response to viral infection, o papel do innate immune defences of the host in controlling HIV/AIDS, fatores envolvendo a transmissão de HIV de mães para filhos, e características que permitem que um pequeno percentual de indivíduos HIV-positivos, conhecidos como elite suppressors or controllers, limite a replicação do HIV sem o uso de drogas antiretroviral. 
Ela foi co-autora de mais de 240 publicações científicas, participou em mais de 250 conferências internacionais, e treinou muitos pesquisadores jovens.
Barré-Sinoussi contribuiu ativamente para muitas sociedades científicas e comitês no Instituto Pasteur assim como para outras organizações dedicadas ao estudo da AIDS, como a National Agency for AIDS Research na França. Ela também se tornou uma consultora internacional para a WHO e para a UNAIDS-HIV.
Desde os anos 1980, Barré-Sinoussi iniciou colaborações com países em desenvolvimento e gerenciou redes multidisciplinares com dedicação. Em 2016, ela foi entrevistada pelo Sunday Observer e refletiu em como a Jamaica estava lidando com o HIV. Ela constantemente trabalha para estabelecer conexões permanentes entre a pesquisa básica e a pesquisa clínica com o objetivo de atingir melhorias concretas na área de prevenção, cuidado clínico e tratamento.
A Professora Barré-Sinoussi acredita que os cientistas fizeram um progresso grande dado o desenvolvimento do tratamento antiretroviral, que segundo a UNAIDS já é acessado por mais de 17 milhões de pessoas globalmente que vivem com AIDS, mas que encontrar a cura, ou curas, levará tempo, e um investimento contínuo em pesquisa. Como Co-chair do 21º International AIDS Society (IAS), ela disse que a busca para uma estratégia de cura do HIV é uma meta de importância crucial e uma prioridade para o futuro da pesquisa em HIV. Além disso, apesar da pesquisa para se buscar as tais curas ainda esteja em estágio inicial, avanços significativos tem sido obtidos na direção da cura do HIV.
Em 2009, ela escreveu uma carta aberta para o Papa Bento XVI em protesto a sua fala de que os preservativos são, no melhor cenário, ineficazes na crise da AIDS.
Em Julho de 2012 Barré-Sinoussi se tornou Presidente da Sociedade Internacional para a AIDS.

### Caminho para a descoberta do HIV
Quanto Francoise Barré-Sinoussi começou a trabalhar em retrovírus no Instituto Pasteur, havia vários programas nos Estados Unidos trabalhando na associação entre câncer e retrovírus, então ela decidiu estudar a ligação entre retrovírus e leucemia em um camundongo. Depois que uma nova doença apareceu (ainda não tinha o nome de AIDS), um grupo de médicos franceses veio ao Instituto Pasteur para fazer uma pergunta simples: essa nova doença é causada por retrovírus? Depois de muita discussão com outros colegas, inclusive com Luc Montagnier, eles concluíram que o agente causador dessa nova doença poderia ser o retrovírus mas que não seria o HTLV, o único retrovírus conhecido naquela época, em decorrência de características de definição diferenciadas. No início dos anos 1980, Barré-Sinoussi já estava familiarizada com uma técnica para detectar atividade reverse transcriptase. Há presença de atividade reverse transcriptase, isso confirma que o vírus é um retrovírus. Em Dezembro de 1982, iniciou-se uma pesquisa profunda e observações clínicas sugeriram que a doença atacava células imunes em decorrência da redução significativa de células CD4. No entanto, a redução de linfócitos CD4 tornou muito difícil o isolamento do vírus em pacientes com a doença que mais tarde ficou conhecida como AIDS. 
Em decorrência da dificuldade de se isolar uma célula infectada em um paciente com progressão tardia da doença, Barré-Sinoussi e seus colegas decidiram usar uma biópsia de linfonodos de um paciente com lymphadenopathy generalizada. Generalized lymphadenopathy era um sintoma comum nos pacientes no estágio inicial da progressão da doença. Na segunda semana de verificação nas culturas de células da biópsia em busca de atividade de reverse transcriptase, detectou-se atividade enzimática em crescimento por um certo período até que a atividade de reverse transcriptase diminuísse dramaticamente após os T-linfócitos na cultura começarem a morrer. Barré-Sinoussi e seus colegas decidiram adicionar linfócitos de um doador de sangue para tentar salvar a cultura e isso se provou um sucesso após o vírus ser transmitido para os linfócitos recém adicionados do doador de sangue e um nível significativo de atividade reverse transcriptase ser novamente detectado. Nesse ponto, o vírus foi denominado LAV por Lymphadenopathy Associated Virus, o qual seria mais tarde renomeado para HIV, o vírus de imunodeficiência humana. O ano de 1983 marcou o início da carreira de pesquisa em HIV de Barré-Sinoussi a qual continua até os dias atuais. Neste mesmo ano tornou-se claro que o HIV não tinha como alvo apenas o que ficou conhecido como 4Hs, homossexuais, hemofílicos, Haitianos e viciados em heroína, mas que o HIV também tinha como alvo heterossexuais – mostrando que a doença relacionadas ao HIV, AIDS, possuía um grau epidêmico muito alto.

### Liderança
Francoise Barré-Sinoussi permaneceu no Instituto Pasteur e foi designada como responsável pela Unidade de Biologia de Retrovírus em 1992. Essa Unidade foi reconfirmada em 2005 e renomeada como Unidade de Regulamentação de Infeções Retrovirais. Atualmente, a unidade trabalha em pesquisa de vacina contra HIV e seus correlatos de proteção contra AIDS para imunoterapia.  A carreira de Barré-Sinoussi também contemplou a integração com países de recursos limitados, tais como Vietnã e República Central Africana. Sua experiência em trabalhar com países em desenvolvimento com a Organização Mundial de Saúde foram muito enriquecedoras e as motivaram a continuar a colaborar cientificamente com vários países na África e Ásia. Essa colaboração promoveu muitos intercâmbios e workshops entre cientistas jovens de países com recursos limitados e pesquisadores em Paris.
Francoise Barré-Sinoussi foi eleita para o Conselho de Governança da Sociedade Internacional para a Aids (IAS) em 2006 e serviu como presidente da IAS de 2012 a 2016. Barré-Sinoussi trabalhou no Comitê de Recomendações para Conferências para a 9ª Conferência do IAS em Ciência HIV, que aconteceu em Julho de 2017 e está atualmente servindo como Co-Chair da IAS, trabalhando na direção de uma iniciativa para a cura do HIV.

## Prêmios
Barré-Sinoussi compartilhou o Prêmio Nobel de Fisiologia e Medicina de 2008 com Luc Montagnier pela co-descoberta do HIV, e com Harald zur Hausen, que descobriu a causa viral do câncer de cervical que levou ao desenvolvimento da vacina do HPV.
Além do Prêmio Nobel, Barré-Sinoussi recebeu os seguintes prêmios:
- Sovac Prize;
- Prêmio Körber de Ciência Europeia
- The Prize of the French Academy of Sciences (Académie des sciences);
- The King Faisal International Prize;
- The International AIDS Society Prize;[15]
- Conferred an Honorary Doctorate in Science from the University of Cambodia, 2010.

Barré-Sinoussi foi nomeada uma Oficial da National Order of the Legion of Honour (Ordre national de la Légion d’honneur) em 2006 e foi promovida a Commander in 2009. Em 2013 ela foi promovida para o dignity of Grand Officer in 2013.
Ela recebeu um título honorário de Doutora das Ciências da Universidade de Tulane em Maio de 2009, e um título honorário de Doutora em Medicina da Universidade de New South Wales em Julho de 2014.